# 路易斯角
66°30′S 124°30′E / 66.500°S 124.500°E
路易斯角（英語：Cape Lewis）是南極洲的海岬，位於威爾克斯地，處於莫里灣西部，該海岬根據美國海軍拍攝的空中照片繪入地圖，現時由南極條約體系管理。